# Carlos Vera (Schiedsrichter)

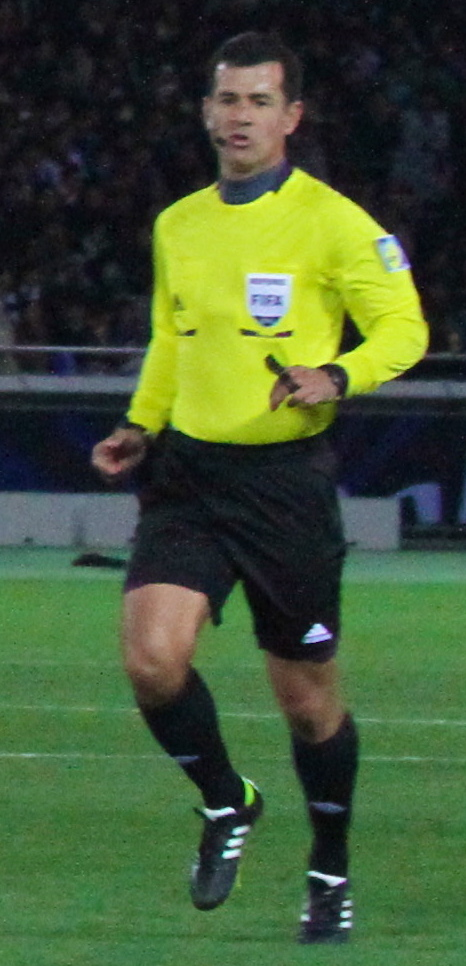
Carlos Vera (2012)

Carlos Alfredo Vera Rodríguez (* 25. Juni 1976) ist ein ecuadorianischer Fußballschiedsrichter und seit 2006 internationaler Schiedsrichter der FIFA.
Vera hat Spiele bei der Copa Libertadores, der Copa Sudamericana, in der WM-Qualifikation und bei der U-20-Fußball-Südamerikameisterschaft geleitet. 2011 wurde er für die Copa América ausgewählt und 2012 durfte er für die FIFA Spiele bei der Klub-Weltmeisterschaft leiten. Auch bei der U20-Weltmeisterschaft 2013 wurde er für zwei Spiele angesetzt.
2014 nahm Vera an der Weltmeisterschaft in Brasilien teil und leitete zwei Partien in der Gruppenphase. Im Finale, das von Nicola Rizzoli geleitet wurde, fungierte er als 4. Offizieller.

## Einsätze bei der Fußball-Weltmeisterschaft 2014
| Phase        | Datum         | Spielort  | Heimmannschaft | Gastmannschaft | Ergebnis  |
| ------------ | ------------- | --------- | -------------- | -------------- | --------- |
| Gruppenphase | 16. Juni 2014 | Curitiba  | Iran           | Nigeria        | 0:0       |
| Gruppenphase | 24. Juni 2014 | Fortaleza | Griechenland   | Elfenbeinküste | 2:1 (1:0) |